# Роканвил (Саскачеван)
Роканвил (енгл. Rocanville) је насељено место са административним статусом варошице у југоисточном делу канадске провинције Саскачеван. Налази се 15 km јужно од долине реке Капел, на око 25 km северно од варошице Мусомин, на провинцијском магистралном друму број 8. Административна граница са провинцијом Манитобом налази се свега 16 km источније.

## Историја
Године 1884. неколико километара од данашњег насеља основано је насеље које је добило име Роканвил у част првог управника локалне поште Рокана Бастијена. У насељу је 1904. отворена железничка станица и Роканвил тако постаје важан центар богате пољопривредне области. Привредна активност у најранијем периоду историје овог насеља је била базирана на млечно говедарство, узгој лосова и јелена лопатара, те производњу меда. 
Године 1924. локални фармер Ерни Симонс је променио будућност насеља. На својој фарми почео је да производи металне уљанике за подмазивање машина. Породични посао убрзо се претворио у прави бизнис, нарочито током Другог светског рата. До краја рата у Роканвилу је за потребе војне индустрије произведено преко милион уљаника. У знак захвалности мештани су 1973. на источном улазу у град подигли велику структуру у облику уљаника, а сваки 1. јул се од тада у варошици слави као Симонсов дан (Symons Day). Фабрика је променила власника након Симонсове смрти и радила је све до краја 80их година прошлог века када је затворена. Године 1996. објекат фабрике је обновљен и проглашен локалитетом од историјског наслеђа.
Друга важна ствар у развоју насеља била је поташа. Рудник овог грађевинског материјала отворен је крајем 60их година на око 16 km североисточно од насеља. Рудник ради и данас и главни је извор прихода већине становника у вароши.
У последње време интензивније се експлоатише нафта и земни гас.

## Демографија
Према резултатима пописа становништва из 2011. у варошици је живело 857 становника у укупно 399 домаћинстава, што је за 1,4% мање у односу на 869 житеља колико је регистровано приликом пописа 2006. године.
| 2006. | 2011. |
| ----- | ----- |
| 869   | 857   |